# Batalla de Bani Walid
La Batalla de Bani Walid fue una batalla de la Guerra de Libia de 2011 hecha por las fuerzas armadas de la República Libia en los meses de septiembre y octubre de 2011, en un efecto para tomar control de la ciudad desértica de Bani Walid, Libia, en manos de las fuerzas leales al derrocado dictador Muamar el Gadafi, opuestas al nuevo gobierno de Trípoli. Tuvo dos fases, del 8 al 30 de septiembre de 2011 la primera y del 9 al 17 de octubre del mismo año la segunda.

## Trasfondo
Con las derrotas del Ejército de Libia, dirigido por el gobierno de Gadafi desde Trípoli, en Zawiya, Zliten y finalmente Trípoli, la capital del país, a mediados de agosto, cayó la Gran Yamahiriya Árabe Libia Popular Socialista; se formó un nuevo gobierno en Trípoli: la República Libia, presidido por el Consejo Nacional de Transición; el Ejército de Liberación Nacional Libio se integró en el Ejército de Libia, y el mando de éste pasó a manos del Consejo Nacional de Transición. Los soldados aun leales a Gadafi desertaron del nuevo Ejército de Libia y abandonaron Trípoli en dirección a Sirte y Bani Walid mientras que el Ejército de Libia avanzó desde Misrata y Tarhuna al bastión pro-Gadafi de Bani Walid. 

### Avance
3 de septiembre

Las negociaciones entre representantes del Consejo Nacional de Transición (CNT) y líderes tribales se quebraron. Los combatientes del Ejército de Libia armados con ametralladoras y armas antiaéreas avanzaron desde Tarhuna hacia Bani Walid después que las negociaciones aparentemente fracasaron.
4 de septiembre
 
El Ejército de Libia estaba a 60 km de la ciudad, según el gobierno.
5 de septiembre
 
El gobierno anunció que “la puerta estaba abierta para las negociaciones”, refiriéndose a los intentos para que Bani Walid se rindiera a las fuerzas del Ejército de Libia pacíficamente. Se reportó que las unidades de este estaban a solamente a 40 km de la ciudad.
6 de septiembre
 
El gobierno afirmó que no se habían reanudado las negociaciones sobre Bani Walid, aunque hubo cierta confusión en las filas del CNT/EL sobre el resultado real, como elementos leales al gobierno de la ciudad trataron de bloquear las negociaciones, por temor a represalias.
7 de septiembre
 
Representantes tribales de Bani Walid, que habían negociado con el gobierno del CNT, fueron baleados por gadafistas reaccionarios en la ciudad a la que ellos regresaban, las fuerzas del Ejército de Libia acordaron preparar un ataque a la ciudad. También se reportó que el coronel Gadafi y sus hijos Saif al Islam, Hanibal y Moatassem huyeron de Bani Walid hacia el sur.

## La batalla

### Los gadafistas hacen los primeros disparos
8 de septiembre

Gadafi clamó que Bani Walid nunca se rendiría en un mensaje de audio, divulgado en la TV de Siria, y urgía a su gente a continuar la lucha. Las tropas gadafistas dispararon misiles que cayeron en Wadi Dinar, a unos 20 km de Bani Walid.

### La ofensiva del nuevo gobierno rechazada
9 de septiembre

El gobierno libio dijo que su Ejército entró a Bani Walid desde el norte y el este, penetrando hasta 2 km del centro de la ciudad, y la lucha callejera fue fuerte. La ofensiva aparentemente fue una respuesta a una descarga de lanzacohetes Grad contra las abrumadas fuerzas del Ejército de Libia que originalmente entraron a la ciudad.
Los soldados del Ejército de Libia dijeron que ellos perdieron por lo menos a 1 luchador en una escaramuza en las afueras de la ciudad, también ellos dijeron haber matado a 2 soldados gadafistas y capturado a 10. Al Yazira reportó alegaciones no confirmadas que disidentes anti-Gadafi en la ciudad que hicieron para crear un efecto de levantamiento para expulsar a elementos gadafistas, pero no corroboraron esas afirmaciones.
10 de septiembre

El Ejército de Libia se retiró de la ciudad, después de encontrarse con una resistencia mucho más fuerte de lo que esperaba y sufriendo muchas bajas, en previsión de ataques aéreos de la OTAN sobre posiciones gadafistas. El Ejército de Libia había retrocedido un total de 40 kilómetros de la ciudad. Sin embargo los negociadores y los comandantes de campo del Ejército de Libia dijeron que no tenían intención de entrar en la ciudad el día anterior, y que la incursión en la ciudad fue el resultado de que sus soldados participan en las escaramuzas con francotiradores gadafistas colocados en la ciudad. El alto el fuego del gobierno aún no había expirado cuando la lucha se produjo, y los combatientes del Ejército y la Policía de Libia fuera de la ciudad querían darle a los residentes una oportunidad para organizar un levantamiento. El ataque principal, dijeron, estaba aún por llegar.
Más tarde, durante el día, un nuevo asalto se inició después que las fuerzas del gobierno de Trípoli (soldados y policías) recibieron refuerzos, con los soldados del Ejército de Libia diciendo que habían tomado la puerta norte de la ciudad y se reunieron con miembros de la resistencia local. Informes no confirmados de refuerzos gadafistas dicen que pedirán fuerzas del nuevo gobierno para incrementar su número para poner mayor presión sobre la ciudad gadafista.
Acerca de las fuerzas pro-Gadafi en Bani Walid se informó que hay miembros de la Legión Thoria, una parte de la policía secreta de Gadafi, así como los miembros de la unidad de élite Brigada Jamis y los mercenarios de la región de Darfur, Sudán, según opositores al antiguo régimen.
11 de septiembre

Una gran cantidad de refuerzos del nuevo gobierno, entre ellos unidades de la Policía de Libia (dirigida por el CNT), llegaron y se concentraron a las puertas de la ciudad. Las fuerzas del gobierno habían empujado una vez más en la ciudad, y al anochecer, los residentes y los combatientes anti-Gadafi afirmaron que Bani Walid estaba en gran parte bajo el control de la República Libia, con holdouts gadafistas concentrados en el zoco (mercado) en el centro de la ciudad. Mientras tanto, una estación de radio local pro-Gadafi emitió un llamado a las armas instando a los habitantes de la ciudad para unir fuerzas en contra del Ejército de Libia.
12 de septiembre

Los residentes, que estaban evacuando la ciudad, dijeron que el Ejército de Libia sólo había logrado llegar a las afueras del norte de la ciudad y todavía estaban a un total de 10 kilómetros del centro de la ciudad, en contradicción con anteriores afirmaciones de los avances más importantes de la República Libia. También surgió la versión que, el día anterior, algunos soldados gubernamentales habían de hecho considerado necesario retirarse de Bani Walid debido a las tensiones entre facciones entre los diversos grupos opuestos también a Gadafi.
14 de septiembre

Debido a la amenaza de una batalla importante que ocurra en la ciudad, así como la escasez de combustible y alimentos, los refugiados comenzaron a salir de Bani Walid, a raíz de las demandas del Consejo Nacional de Transición para los civiles para evacuar la ciudad. Funcionarios del CNT dijeron a través de emisiones de radio que Bani Walid se enfrentaría a un ataque a gran escala dentro de dos días, contra las fuerzas de Gadafi, dijo que estaban dispuestos a usar armas pesadas para tomar la ciudad, debido a que los partidarios de Gadafi ya han desplegado sus propias armas pesadas.
16 de septiembre

Se informó que el Ejército de Libia corría hacia Bani Walid, con órdenes de tomar la ciudad de los partidarios de Gadafi en un gran impulso. Sin embargo, más adelante en el día, Reuters informó de que se estaba retirando una fuerte resistencia de las fuerzas gadafistas.
18 de septiembre

Reuters informó que combatientes en camionetas lanzaron otro ataque sobre la ciudad. Pero, más tarde en el día, las fuerzas del Ejército de Libia huyeron de la ciudad en otra caótica retirada después de que su asalto fue repelido.

### Estancamiento
19 de septiembre

2 aviones de carga C-130 Hercules turcos llevaron ayuda humanitaria a los residentes de Bani Walid. Uno de ellos estuvo bajo ataque cuando volaba sobre la ciudad.
21 de septiembre

El Ejército de Libia se trasladó en tanques a la zona, mientras que el aburrimiento era rampante entre los combatientes gubernamentales en la primera línea como resultado de varios muertos entre los combatientes que estaban haciendo mal manejo de sus armas.
24 de septiembre

El gobierno afirmó que 30 soldados del Ejército de Libia murieron y otros 50 resultaron heridos desde el inicio de la batalla, pero otros informes sitúan el número más cercano a 40 muertos y más de 120 heridos.

### Contraataque gadafista
27 de septiembre

El Ejército de Libia se retiró de algunas de las partes de Bani Walid que tenía anteriormente en sus manos debido a un intenso fuego gadafista.
28 de septiembre

Durante una descarga de artillería a las tropas del gobierno, el comandante superior del Ejército de Libia que lideraba la batalla por Bani Walid, Daou al Salhine al Jadak, murió junto con otros 10 combatientes.
30 de septiembre

Un fuerte bombardeo gadafista se hizo contra las líneas gubernamentales al oeste y al sur de la ciudad. Un comandante de campo del CNT dijo que los ataques fueron los más intensos desde el inicio de la batalla.

### Ataque fallido sobre el aeropuerto
9 de octubre

Un vocero del CNT afirmó que el Ejército de Libia tomó las aldeas de Teninai y Shuwaikh, 32 km al sur y el Aeropuerto de Bani Walid situado al oeste de la ciudad.
10 de octubre

Al día siguiente de la toma del aeropuerto por parte del gobierno, los gadafistas volvieron a tomarlo matando a 17 soldados del Ejército de Libia e hiriendo a 80.

### Quinto ataque
15 de octubre

El gobierno afirmó que el Ejército logró capturar el hospital y la zona industrial y se había trasladado a la zona del mercado donde fue detenido su avance por francotiradores. También afirmó haber rodeado a fuerzas gadafistas en el "Olive Tree" región donde éstos estaban quedando sin municiones.
16 de octubre

El gobierno alegó que se había trasladado más lejos, al parecer tomando el control sobre el centro de Bani Walid y el norte, mientras que las fuerzas gadafistas fueron reclamadas por el gobierno para ser estacionadas en el distrito Dahra, en el sur de Bani Walid. Al final del día, Mahmoud Tawfiq, vocero del frente sur en Bani Walid, dijo a la agencia de noticias china Xinhua que los combatientes de los frentes del sur entraron en el centro de la ciudad y estaban esperando para reunirse con unidades desde el este y el oeste el 17 de octubre , mientras que Salah Matouk, un comandante de campo en Bani Walid, dijo a un canal liberal local que la batalla de Bani Walid se había resuelto completamente a favor del Ejército de Libia y que estaban esperando a la mañana siguiente para iniciar las operaciones de remanentes. Ninguna de las afirmaciones del gobierno de los últimos dos días fueron verificadas independientemente. 
El comandante general del Ejército de Libia en Bani Walid, Musa Yunis (sucesor de al Jadak), sólo dijo durante la noche que las operaciones de combate en la ciudad se habían reanudado y que habían avanzado desde los frentes del norte y del sur. Las agencias BBC News y AFP reiteraron que la medida del avance gubernamental en la ciudad seguía siendo poco clara y no verificada; un comandante del Ejército de Libia dijo que sus fuerzas habían estado en la ciudad en la tarde, después de haber atacado durante la mañana, pero que se encontraron con una fuerte resistencia gadafista. Reuters informó que el avance rebelde en Bani Walid se había visto obstaculizado por francotiradores gadafistas.
17 de octubre

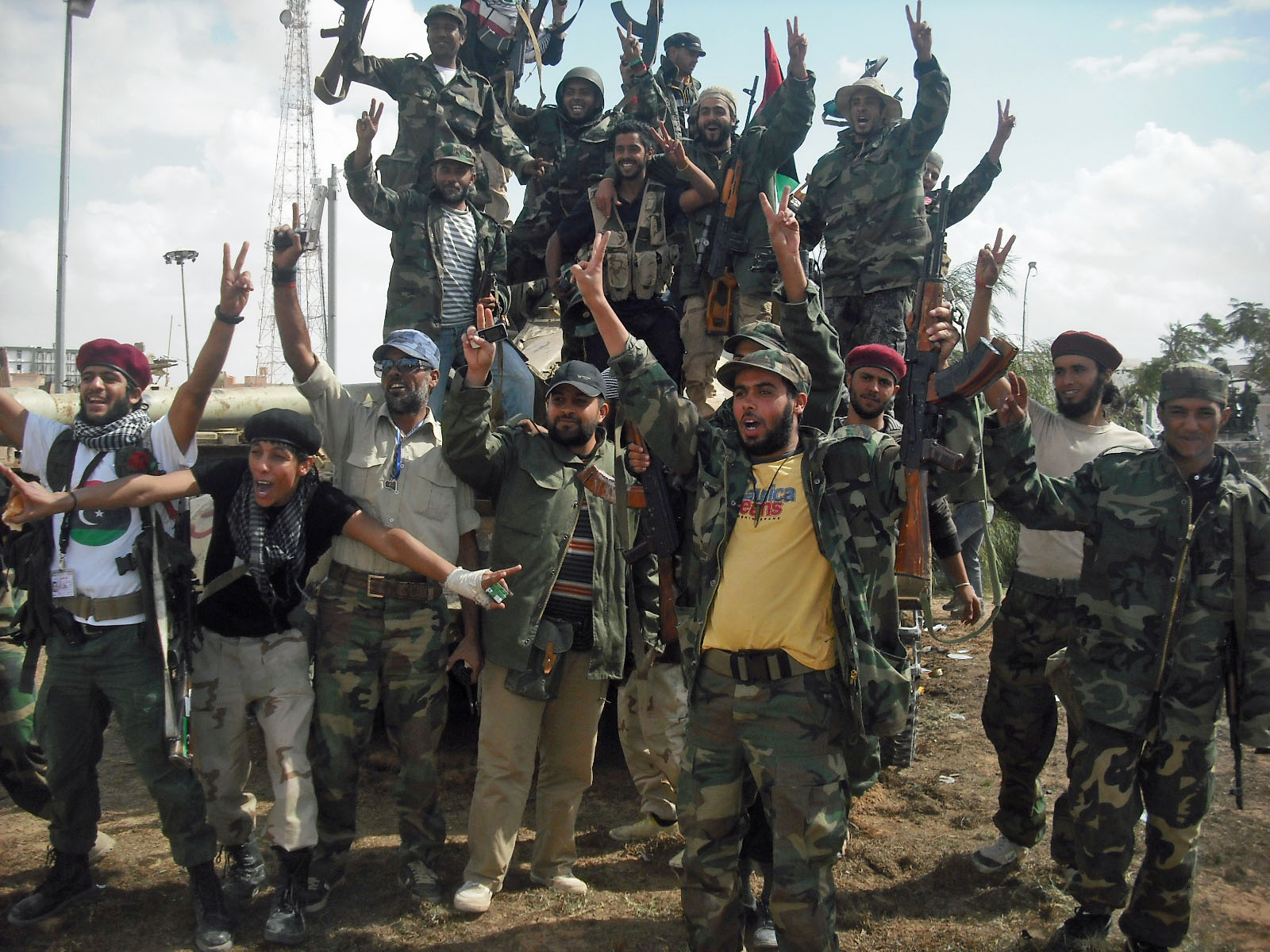
Combatientes gubernamentales celebrando su victoria el 17 de octubre.

Para el 17 de octubre los soldados del Ejército afirmaron haberse movilizado dentro la ciudad e hicieron avances significativos. Estos tomaron la estación de radio local, que Gadafi había estado usando para emitir mensajes de ayuda en las últimas semanas. A media tarde un corresponsal de Al Yazira informó que los combatientes del gobierno habían capturado la ciudad, aunque según ellos todavía había algunos pequeños focos de resistencia a tomar. Al final del día corresponsales de Reuters en la ciudad confirmaron que no había señales de lucha en la ciudad, mientras que la nueva bandera libia se izó en la plaza central y un comandante local anunció que sus fuerzas habían tomado el control de toda la ciudad. Más tarde se informó que la adquisición rápida de Bani Walid, tras más de un mes de intensos combates y un estancamiento prolongado, fue el resultado de una rendición negociada por las fuerzas gadafistas.
19 de octubre

Un guardaespaldas sudafricano afirmó que Saif al Islam Gadafi escapó de la ciudad pese a que su auto sufrió un ataque aéreo de la OTAN.

## Consecuencias
Una leve insurgencia en y alrededor de Bani Walid persiste tras el final oficial de la guerra el 23 de octubre de 2011, que ha sido causada por los combatientes gadafistas de la tribu Warfalla a las fuerzas del gobierno en la ciudad que han sufrido bajas. Reuters reportó que muchos residentes están enojados por el nivel de daño y saqueo en Bani Walid y culpan a las nuevas autoridades libias.
El 23 de enero de 2012 cerca de 100–150 luchadores gadafistas locales atacaron la base del Ejército de Libia en Bani Walid, matando a 4 ex rebeldes e hiriendo a otros 20.